# Turiscai (Madabeno)
Turiscai ist ein osttimoresischer Ort im Suco Madabeno (Verwaltungsamt Laulara, Gemeinde Aileu). 2015 lebten in der Aldeia 350 Menschen. „Turiskai“ bedeutet auf Mambai „Stamm des Turibaums“.

## Geographie und Einrichtungen
Das Dorf Turiscai liegt am Südostrand der Aldeia Manehalo auf einer Meereshöhe von 1268 m. Entlang dem Südrand des Ortes führt die Überlandstraße von Aileu und Maubisse im Süden und der Landeshauptstadt Dili im Norden. Die Gebäude auf der Südseite bilden den Ort Bislau (Suco Aissirimou). Etwa einen Kilometer weiter westlich befindet sich der Ort Manehalo (Aldeia Manehalo). Östlich liegen an der Überlandstraße die Dörfer Berleu Ulu und Aikado (beide im Suco Cotolau) und etwas abseits im Süden der Ort Airea (Suco Aissirimou).
In Turiscai steht das Hauptquartier der Partei KOTA.